# (8120) Kobe
(8120) Kobe est un astéroïde de la ceinture principale.

## Description
(8120) Kobe est un astéroïde de la ceinture principale. Il fut découvert le 2 novembre 1997 à Yatsuka (en)] par Hiroshi Abe (astronome). Il présente une orbite caractérisée par un demi-grand axe de 2,42 UA, une excentricité de 0,19 et une inclinaison de 2,6° par rapport à l'écliptique.

## Compléments